# Порта-Преторіана
Порта Преторіана (лат. Porta Praetoriana) — міська брама в Римі, одна з чотирьох брам табору преторіанців, що стали пізніше частиною муру Авреліана. 

## Історія
Ця брама була у північній частині табору (вся північно-східна частина табору була вбудована в стіну). Хоча брама й була замурована, можливо при імператорі Максенції, проте в цегляній кладці видно стіни вежі, три склепінчастих вікна у верхній частині брами та зубці. 